# Liu Hong
Liu Hong (Chinees 刘 虹; Jiangxi, 12 mei 1987) is een Chinese atlete, die gespecialiseerd is in het snelwandelen. Ze vertegenwoordigde China bij diverse grote internationale evenementen. Ze werd olympisch kampioene en tweemaal wereldkampioene op het onderdeel 20 km snelwandelen. Sinds juni 2015 is zij bovendien houdster van het wereldrecord op deze afstand.

## Loopbaan

### Eerste titels
Liu deed voor het eerst internationaal van zich spreken, toen zij op de wereldkampioenschappen voor junioren in 2006 in Peking kampioene werd op de 10.000 m snelwandelen. Aan het eind van dat jaar veroverde zij tevens haar eerste titel bij de senioren; op de Aziatische Spelen in Doha werd zij kampioene op de 20 km snelwandelen in 1:32.19.

### Vierde op OS 2008
In 2008 bekroonde Liu Hong haar eerste optreden op Olympische Spelen met een vierde plaats in 1:27.17 op de 20 km snelwandelen tijdens de Spelen van Peking. Deze wedstrijd werd gewonnen door de Russische Olga Kaniskina in een olympisch record van 1:26.41. Een jaar later behaalde ze een bronzen medaille op de wereldkampioenschappen in Berlijn. Met een tijd van 1:29.10 eindigde ze achter Olga Kaniskina (goud; 1:28.09) en de Ierse Olive Loughnane (zilver; 1:28.58). Jaren later werd de zilveren medaille van Loughnane opgewaardeerd naar een gouden en de bronzen medaille van de Chinese naar een zilveren medaille. Op 21 januari 2015 werd Kaniskina namelijk met terugwerkende kracht vanaf 15 oktober 2012 voor de duur van drie jaar en twee maanden geschorst wegens schommelingen in de bloedwaarden in haar biologisch paspoort. Bovendien werden alle resultaten tussen 15 juli 2009 en 16 september 2009 en tussen 30 juli 2011 en 8 november 2011, evenals haar wereldtitels van 2009 en 2011 geschrapt.
In 2010 prolongeerde Liu Hong haar titel op de Aziatische Spelen, maar deze keer ging dit op de 20 km snelwandelen gepaard met een toernooirecord in 1:30.06.
In 2011 wist zij op de WK in Daegu opnieuw in de voorste gelederen van de 20 km snelwandelen te eindigen. Ditmaal was alleen Olga Kaniskina nog te sterk voor de Chinese, die met haar tijd van 1:30.00 nu slechts achttien seconden op de Russische hoefde toe te geven. Ook hier profiteerde de Chinese van de eerder vermelde schorsing van Kaniskina en werd zij, vier jaar na dato, alsnog tot wereldkampioene gekroond.  

### Opnieuw vierde op OS
Precies vier minuten sneller (1:26.00) was Liu Hong op de Olympische Spelen van 2012 in Londen. Desondanks veroverde zij er op het onderdeel 20 km snelwandelen geen eremetaal mee, want in de Britse hoofdstad werd zij, precies als vier jaar eerder in Peking, vierde. Behalve haar vaste rivale Olga Kaniskina (tweede in 1:25.09) deed ook haar landgenote Qieyang Shenjie het deze keer beter; die finishte als derde in 1:25.16, een Aziatisch record. Het olympisch goud was echter weggelegd voor de Russin Jelena Lasjmanova, die in 1:25.02 zelfs een wereldrecord vestigde.

### Brons en goud op WK's
In 2013 veroverde Liu op de WK in Moskou haar derde WK-plak. Net als in Londen was Jelena Lasjmanova in Moskou op de 20 km snelwandelen het sterkst in 1:27.08, ditmaal gesecondeerd door haar landgenote Anisya Kirdyapkina, die er in 1:27.11 met het zilver vandoor ging. Liu werd in 1:28.10 derde. De Russische atletes bleken voor de Chinese tijdens grote toernooien steeds het grootste obstakel op haar weg naar een overwinning.
Op de WK van 2015 in Peking kon op de 20 km snelwandelen echter niemand haar van het goud afhouden. Nadat Liu Hong eerder dat seizoen al het wereldrecord op de 20 km snelwandelen van de Roemeense Elmira Alembekova had overgenomen en op 1:24.28 had gesteld, eindigde zij in Peking met een tijd van 1:27.45 op dit onderdeel nipt voor haar landgenote Lü Xiuzhu, die dezelfde tijd liet optekenen. De Oekraïense Ljoedmila Oljanovska werd derde in 1:28.13.
De beste prestatie van haar sportieve loopbaan leverde Liu op de Olympische Spelen van 2016 in Rio de Janeiro. Ze werd olympisch kampioene op het onderdeel 20 km snelwandelen. Met een tijd van 1:28.35 versloeg ze de Mexicaanse María Guadalupe González met slechts twee seconden.

## Titels
- Olympisch kampioene 20 km snelwandelen - 2016
- Wereldkampioene 20 km snelwandelen - 2011, 2015
- Aziatische Spelen kampioene 20 km snelwandelen - 2006, 2010
- Chinese Spelen kampioene 20 km snelwandelen - 2011
- Wereldjuniorenkampioene 10.000 m snelwandelen - 2006

## Persoonlijke records
baan
| Onderdeel             | Prestatie     | Datum             | Plaats    |
| --------------------- | ------------- | ----------------- | --------- |
| 3000 m snelwandelen   | 12.18,18      | 28 augustus 2005  | Zhengzhou |
| 5000 m snelwandelen   | 20.34,76 (NR) | 16 september 2012 | Tianjin   |
| 10.000 m snelwandelen | 43.16,68      | 19 juli 2012      | Saluzzo   |
| 20.000 m snelwandelen | 1:31.16,2     | 1 november 2007   | Wuhan     |

weg
| Onderdeel          | Prestatie    | Datum             | Plaats    |
| ------------------ | ------------ | ----------------- | --------- |
| marathon           | 2:38.10      | 30 oktober 2005   | Dalian    |
| 10 km snelwandelen | 42.30        | 18 september 2010 | Peking    |
| 20 km snelwandelen | 1:24.38 (WR) | 6 juni 2015       | La Coruña |
| 50 km snelwandelen | 3:59.15 (WR) | 9 maart 2019      | Huangshan |

## Palmares

### 10.000 m snelwandelen
- 2006:  WK junioren - 45.12,84

### 20 km snelwandelen
- 2006: 6e Wereldbeker - 1:28.59
- 2006:  Aziatische Spelen - 1:32.19
- 2007: 19e WK - 1:36.40
- 2008: 4e OS - 1:27.17
- 2009:  WK - 1:29.10 (na DQ van Kaniskina)
- 2010: 13e Wereldbeker - 1:36.34
- 2010:  Aziatische Spelen - 1:30.06
- 2011:  WK - 1:30.00 (na DQ van Kaniskina)
- 2012:  OS - 1:26.00
- 2013:  WK - 1:28.10
- 2014:  Wereldbeker - 1:26.68
- 2015:  WK - 1:27.45
- 2016:  OS - 1:28.35

2000: Wang Liping ·
2004: Athanasía Tsoumeléka ·
2008: Olga Kaniskina ·
2012: Qieyang Shenjie ·
2016: Liu Hong ·
2020: Antonella Palmisano ·
2024: Yang Jiayu
1999 Liu Hongyu ·
2001 Olimpiada Ivanova ·
2003 Jelena Nikolajeva ·
2005 Olimpiada Ivanova ·
2007 Olga Kaniskina ·
2009 Olga Kaniskina ·
2011 Olga Kaniskina ·
2013 Liu Hong ·
2015 Liu Hong ·
2017: Yang Jiayu ·
2019: Liu Hong ·
2022: Kimberly García ·
2023: María Pérez